# At-Talaq

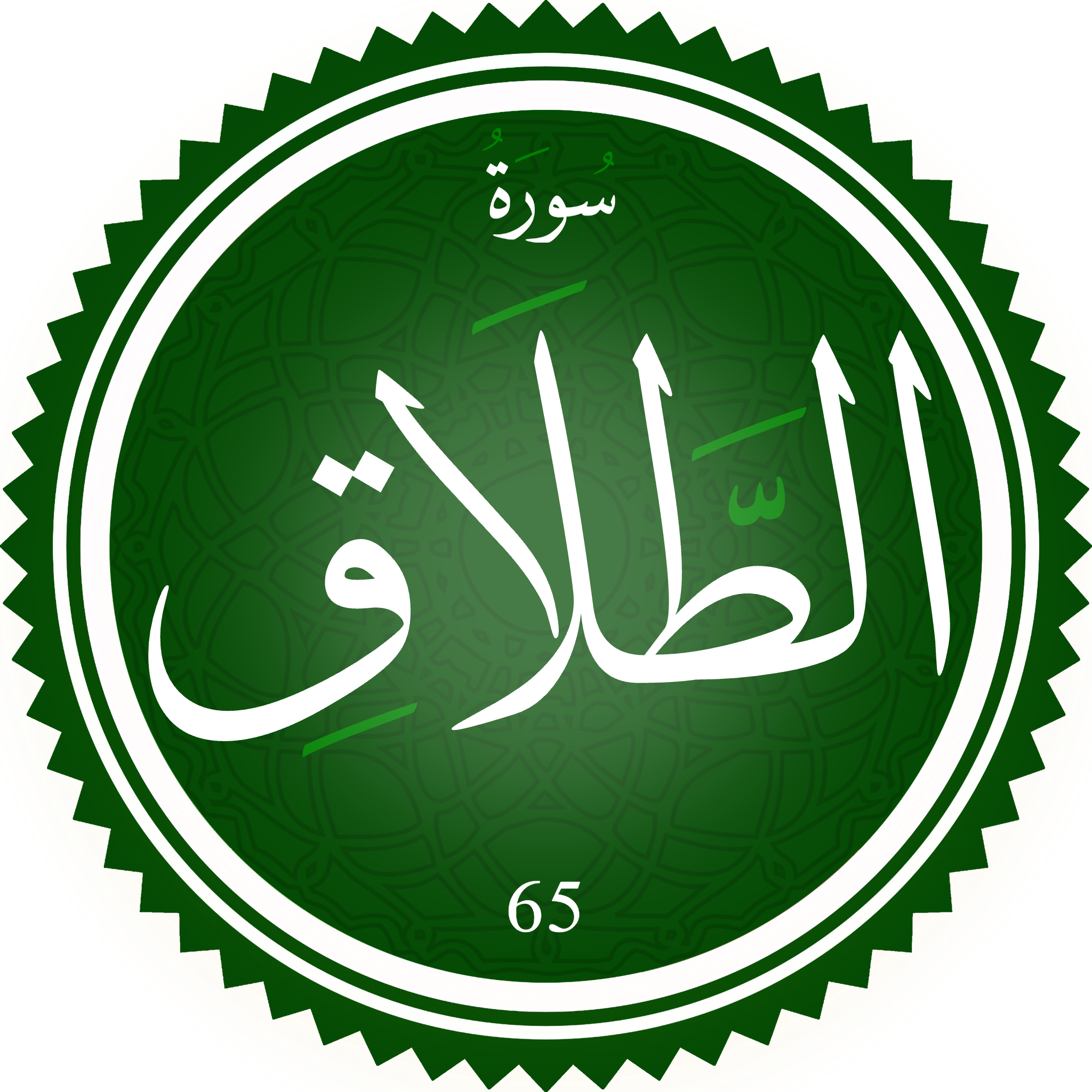
Sura al-Talaq.

At-Talāq (arabiska: سورة الطلاق) ("Skilsmässa") är den sextiofemte suran i Koranen med 12 verser (ayah). Den skall ha uppenbarats för profeten Muhammed under dennes period i Medina.